# Romance
Um romance é uma obra extensa de ficção narrativa geralmente escrita em prosa e publicada como livro. Segundo Margaret Doody, o romance tem "uma história contínua e abrangente de cerca de dois mil anos", com suas origens no romance grego e romano antigo, no romance de cavalaria medieval e na tradição da novela renascentista italiana. A forma do romance antigo foi revivida pelo romantismo, nos romances históricos de Walter Scott e no romance gótico.

## O romance moderno
Herdeiro da epopeia, o romance moderno é tipicamente um gênero narrativo, assim como a novela e o conto.
A distinção entre romance e novela não é clara, mas costuma-se definir que no romance há um paralelo de várias ações, enquanto na novela há uma concatenação de ações individualizadas. No romance, uma personagem pode surgir a meio da história e desaparecer depois de cumprir sua função. Outra distinção importante é que no romance o final é um enfraquecimento de uma combinação e ligação de elementos heterogêneos, não o clímax.
Há de notar que o romance tornou-se gênero preferencial a partir do Romantismo, por isso ficando o termo romance associado a este. Entretanto o Realismo teria no romance sua base fundamental, pois apenas este permitia a minúcia descritiva, que exporia os problemas sociais.
Dom Quixote de La Mancha, escrito no início do século XVII, é geralmente considerado como o precursor do romance moderno. Na tentativa de parodiar o romance de cavalaria, Miguel de Cervantes não só escreveu um dos grandes clássicos da literatura, como ajudou a firmar o gênero que viria substituir a epopeia, a qual, já agonizante, desapareceria no século XVIII, com o advento da  revolução industrial. O romance é, segundo Hegel, a epopeia burguesa moderna.
O romance chega à modernidade com Balzac e à plenitude com Proust, Joyce e  Faulkner. A partir destes últimos a ordem cronológica é desfeita: passado, presente e futuro são fundidos.
A partir de meados do século XX, intensifica-se a discussão em torno de uma provável crise do romance, sua possível morte. Essa morte teria ocorrido por volta dos anos 1950. Na França Alain Robbe-Grillet, Claude Simon, Robert Pinget, Nathalie Sarraute, Marguerite Duras, Michel Butor, entre outros, rejeitam o conceito do romance cuja função é contar uma história e delinear personagens conforme as convenções realistas do século XIX. Esses autores transgridem também outros valores do romance tradicional, tais como tempo, espaço, ação, repudiando a noção de verossimilhança. Sartre diz que, ao destruírem o romance, esses escritores estariam, na verdade, renovando-o, influenciados principalmente pelo cinema. Trata-se do nouveau roman ("novo romance"), movimento que coloca em discussão as bases tradicionais da literatura.
Em 1936, os Estados Unidos viviam a época clássica do cinema falado. Antes de ser influenciado pelo cinema, o romance influenciou-o, a ponto de, nas décadas de 1930 e 1940, a indústria cinematográfica ter privilegiado os filmes narrativos e grandes romancistas terem sido contratados pelos estúdios para escreverem roteiros. Mesmo assim em 1936 Scott Fitzgerald escrevia: "vi que o romance, que na minha maturidade era o meio mais forte e flexível de transmitir pensamento e emoção de um ser humano para outro, estava ficando subordinado a uma arte mecânica... só tinha condições de refletir os pensamentos mais batidos, as emoções mais óbvias. Era uma arte em que as palavras eram subordinadas às imagens..." Fitzgerald foi o primeiro escritor a perceber que o romance estava sendo suplantado pelo cinema, mas continuou acreditando que, como arte, o romance sempre seria superior. Antes disso, na década de 20, com a publicação do Ulisses, passou-se a afirmar que o livro de Joyce era o ápice do romance, que depois dele o romancista deveria ater-se ao mínimo, outros diziam que Ulisses era a paródia final do romance, como quem assina embaixo da frase de Kierkegaard: Toda fase histórica termina com a paródia de si mesma.
No Brasil os anos 1950 foram férteis: 1956, por exemplo, é considerado um dos grandes marcos literários do país; foram publicados naquele ano O encontro marcado, de Fernando Sabino; Doramundo, de Geraldo Ferraz; Vila dos Confins, de Mário Palmério e Grande Sertão: Veredas, de Guimarães Rosa. Ainda desta década é Gabriela, Cravo e Canela (1958), de Jorge Amado. A trilogia O tempo e o vento, de Érico Veríssimo, teve seu primeiro volume, O continente, publicado em 1949 e O retrato, em 1951.

### Crise do romance
Já em 1880 falava-se em crise do romance. Naquele ano foi feita  uma enquete sobre o assunto na França, e Jules Renard disse que o romance havia morrido.[carece de fontes?] E em uma época de Zola, André Gide, Valéry; mais adiante surgiriam Proust, Joyce, Kafka, Robert Musil. Numa entrevista, Gabriel Garcia-Márquez reitera sua crença no gênero: "se você diz que o romance está morto, não é o romance, é você que está morto".
Justamente quando se discutia se os recursos do romance estariam realmente esgotados, se seus dias estavam mesmo contados, surge o que ficou conhecido como o boom da literatura latino-americana: Julio Cortázar,  Vargas Llosa, Gabriel Garcia-Márquez, Carlos Fuentes, Cabrera Infante, Miguel Ángel Asturias, Alejo Carpentier, etc. Era o descobrimento do realismo mágico.
O romance sofre concorrência do desenvolvimento do jornalismo, o cinema, o rádio, a TV; e mais recentemente os computadores e a Internet. O que se tem visto, no entanto, são os rivais se transformarem em aliados do romance: a imprensa escrita veio influenciar e divulgar a literatura, com o cinema a mesma coisa acontece. A Internet também vem se transformando numa divulgadora da literatura.
Em Repertório, Michel Butor diz que o romance é o laboratório da narrativa. E não há espaço mais propício para se fazer novas experiências do que um laboratório. Uma literatura que pretende representar o mundo só o fará se acompanhar as mudanças desse mundo. É preciso, então, mudar a própria noção de romance.